# Cúp quốc gia Scotland 1947–48
 Cúp quốc gia Scotland 1947–48 là mùa giải thứ 63 của giải đấu bóng đá loại trực tiếp uy tín nhất Scotland. Chức vô địch thuộc về Rangers khi đánh bại Greenock Morton trong trận đá lại Chung kết.

## Vòng Một
| Đội nhà              | Tỉ số | Đội khách           |
| -------------------- | ----- | ------------------- |
| Albion Rovers        | 0 – 2 | Hibernian           |
| Arbroath             | 9 – 1 | Babcock & Wilcox    |
| Ayr United           | 1 – 2 | Greenock Morton     |
| Berwick Rangers      | 2 – 4 | Cowdenbeath         |
| Dundee               | 2 – 4 | Heart of Midlothian |
| East Fife            | 2 – 0 | Kilmarnock          |
| Inverness Caledonian | 1 – 6 | Falkirk             |
| Motherwell           | 2 – 2 | Hamilton Academical |
| Queen of the South   | 1 – 0 | Stenhousemuir       |
| St Mirren            | 8 – 0 | Shawfield Amateurs  |
| Stranraer            | 0 – 1 | Rangers             |
| Clachnacuddin        | 0 – 2 | St Johnstone        |

### Đá lại
| Đội nhà             | Tỉ số | Đội khách  |
| ------------------- | ----- | ---------- |
| Hamilton Academical | 0 – 2 | Motherwell |

## Vòng Hai
| Đội nhà             | Tỉ số | Đội khách            |
| ------------------- | ----- | -------------------- |
| Airdrieonians       | 2 – 1 | Heart of Midlothian  |
| Alloa Athletic      | 0 – 1 | Queen of the South   |
| Celtic              | 3 – 0 | Cowdenbeath          |
| Clyde               | 2 – 1 | Dunfermline Athletic |
| East Fife           | 5 – 1 | St Johnstone         |
| Hibernian           | 4 – 0 | Arbroath             |
| Montrose            | 2 – 0 | Duns                 |
| Greenock Morton     | 3 – 2 | Falkirk              |
| Motherwell          | 1 – 0 | Third Lanark         |
| Nithsdale Wanderers | 0 – 5 | Aberdeen             |
| Partick Thistle     | 4 – 3 | Dundee United        |
| Peterhead           | 1 – 2 | Dumbarton            |
| Queen’s Park        | 8 – 2 | Deveronvale          |
| Rangers             | 4 – 0 | Leith Athletic       |
| St Mirren           | 2 – 0 | East Stirlingshire   |
| Stirling Albion     | 2 – 4 | Raith Rovers         |

## Vòng Ba
| Đội nhà         | Tỉ số | Đội khách          |
| --------------- | ----- | ------------------ |
| Airdrieonians   | 3 – 0 | Raith Rovers       |
| Celtic          | 1 – 0 | Motherwell         |
| Dumbarton       | 0 – 1 | East Fife          |
| Hibernian       | 4 – 2 | Aberdeen           |
| Montrose        | 2 – 1 | Queen of the South |
| Greenock Morton | 3 – 0 | Queen’s Park       |
| Rangers         | 3 – 0 | Partick Thistle    |
| St Mirren       | 2 – 1 | Clyde              |

## Tứ kết
| Đội nhà       | Tỉ số | Đội khách       |
| ------------- | ----- | --------------- |
| Airdrieonians | 0 – 3 | Greenock Morton |
| Celtic        | 4 – 0 | Montrose        |
| Hibernian     | 3 – 1 | St Mirren       |
| Rangers       | 1 – 0 | East Fife       |

## Bán kết
| Greenock Morton | v | Celtic |
| --------------- | - | ------ |
|                 |   |        |

| Rangers | v | Hibernian |
| ------- | - | --------- |
|         |   |           |

## Chung kết
| Rangers | v          | Greenock Morton |
| ------- | ---------- | --------------- |
| Gillick | Soccerbase | Whyte           |

### Đội bóng
| RANGERS:               |  |                  |
|                        |  |                  |
| GK                     |  | Bobby Brown      |
| RB                     |  | George Young     |
| LB                     |  | Jock Shaw        |
| RH                     |  | Ian McColl       |
| CH                     |  | Willie Woodburn  |
| LH                     |  | Sammy Cox        |
| RW                     |  | Eddie Rutherford |
| IR                     |  | Torrance Gillick |
| CF                     |  | Willie Thornton  |
| IL                     |  | Willie Findlay   |
| LW                     |  | Jimmy Duncanson  |
| ’‘‘Huấn luyện viên:’’’ |  |                  |
| Bill Struth            |  |                  |

| GREENOCK MORTON:       |  |                |
|                        |  |                |
| GK                     |  | Jimmy Cowan    |
| RB                     |  | Jimmy Mitchell |
| LB                     |  | John Whigham   |
| RH                     |  | Billy Campbell |
| CH                     |  | Alex Millar    |
| LH                     |  | Jimmy Whyte    |
| RW                     |  | John Hepburn   |
| IR                     |  | Eddie Murphy   |
| CF                     |  | Davie Cupples  |
| IL                     |  | Tommy Orr      |
| LW                     |  | Colin Liddell  |
| ’‘‘Huấn luyện viên:’’’ |  |                |
| Jimmy Davies           |  |                |

## Chung kết (đá lại)
| Rangers    | v          | Greenock Morton |
| ---------- | ---------- | --------------- |
| Williamson | Soccerbase |                 |

### Đội bóng
| RANGERS:               |  |                  |
|                        |  |                  |
| GK                     |  | Bobby Brown      |
| RB                     |  | George Young     |
| LB                     |  | Jock Shaw        |
| RH                     |  | Ian McColl       |
| CH                     |  | Willie Woodburn  |
| LH                     |  | Sammy Cox        |
| RW                     |  | Eddie Rutherford |
| IR                     |  | Torrance Gillick |
| CF                     |  | Willie Thornton  |
| IL                     |  | Billy Williamson |
| LW                     |  | Jimmy Duncanson  |
| ’‘‘Huấn luyện viên:’’’ |  |                  |
| Bill Struth            |  |                  |

| GREENOCK MORTON:       |  |                |
|                        |  |                |
| GK                     |  | Jimmy Cowan    |
| RB                     |  | Jimmy Mitchell |
| LB                     |  | John Whigham   |
| RH                     |  | Billy Campbell |
| CH                     |  | Alex Millar    |
| LH                     |  | Jimmy Whyte    |
| RW                     |  | John Hepburn   |
| IR                     |  | Eddie Murphy   |
| CF                     |  | Davie Cupples  |
| IL                     |  | Tommy Orr      |
| LW                     |  | Colin Liddell  |
| ’‘‘Huấn luyện viên:’’’ |  |                |
| Jimmy Davies           |  |                |